# Шуйка (посёлок)
 Шуйка  — посёлок в Звениговском районе Республики Марий Эл. Входит в состав Кокшайского сельского поселения.

## География
Находится в южной части республики Марий Эл на расстоянии приблизительно 22 км по прямой на север-северо-запад от районного центра города Звенигово.

## История
Предположительно посёлок Шуйка образован в 1910 году, назван по местной речке. С начала XX века здесь работала мельница купца Ефремов из города Чебоксары. После революции её передали колхозу «2-я пятилетка». Позднее был организован лесопункт. В 1933 году в посёлке проживали 13 жителей. В конце 1950-х — начале 1960-х годов в посёлок переехали переселенцы из закрывавшихся лесопунктов. В 1998 году здесь проживали 132 человека, из них 36 по национальности мари, 60 русских, 33 чуваша, 3 татарина.

## Население
Население составляло 137 человек (русские 50 %) в 2002 году, 105 в 2010.